# Hydroskelett
Das Hydroskelett ist die phylogenetisch älteste Form des Muskel-Skelett-Systems. Dabei arbeitet ein Teil der Muskulatur gegen ein nichtkomprimierbares Flüssigkeitspolster, dieses muss aber als pralle Füllung vorliegen, um mechanische Kräfte effektiv weiterleiten zu können. Die Funktionsweise ist mit einem technischen Hydrauliksystem vergleichbar. Hydrostatische Muskeln arbeiten hingegen ohne eine flüssigkeitsgefüllte Blase.

## Verbreitung
„Eine erstaunliche Anzahl von Tieren und tierischen Strukturen ist auf diese Form der Skelettunterstützung angewiesen, darunter Anemonen und andere Polypen, die extrem vielfältigen wurmartigen Wirbellosen, die Röhrenfüße von Stachelhäutern, die Penisse von Säugetieren und Schildkröten, die Füße von grabenden Muscheln und Schnecken sowie die Beine von Spinnen. Darüber hinaus gibt es Strukturen wie die Arme und Tentakel von Kopffüßern, die Zunge von Säugetieren und den Rüssel von Elefanten, die ebenfalls auf hydrostatischer Unterstützung des Skeletts beruhen, aber keine flüssigkeitsgefüllten Hohlräume aufweisen, die diesen Skelett-Typ charakterisieren. Obwohl wir normalerweise davon ausgehen, dass Gliederfüßer auf ein starres Exoskelett angewiesen sind, bietet ein hydrostatisches Skelett unmittelbar nach der Häutung und bei vielen Insekten auch während des Larvenstadiums eine skelettartige Unterstützung. Die Mehrheit der Tiere auf der Erde ist also auf ein hydrostatisches Skelett angewiesen.“

Hydroskelette findet man beispielsweise bei Nematoden in Form eines einheitlichen Flüssigkeitsraumes sowie bei Anneliden, bei denen die Flüssigkeitsräume auf die einzelnen Körpersegmente aufgeteilt sind und neben der Quer- auch eine Längsunterteilung aufweisen (Reduktionserscheinungen durch Auflösung der trennenden Gewebewände sind aber sehr verbreitet). Diese flüssigkeitsgefüllten Hohlräume sind voluminös ausgebildet und daher gut erkennbar: Bei den Nematoden als sogenanntes Pseudocoel, bei den Anneliden als Coelom. Besonders die Coelomräume sind ein weit verbreitetes Merkmal vieler Tierformen. Über ihre Homologisierbarkeit herrscht aber bezüglich vieler Gruppen Uneinigkeit: Sie könnten einen gemeinsamen Ursprung haben, aber auch mehrfach unabhängig entstanden sein.
Bei vielen Gliederfüßern arbeiten Beugemuskeln der Beingelenke gegen eine innere Flüssigkeitsfüllung, woraus effektive (energiesparende) Laufbewegungen resultieren, oder auch weite Sprünge (dies oft durch schlagartig ansteigende Druckverhältnisse). Die Flüssigkeit streckt das Bein, während der Beugemuskel diese wieder aus dem Bein in den Körper drückt und so die Beugung des Gelenkes bewirkt. Bei den Gliederfüßern wird also trotz eines deutlich ausgebildeten Exoskelettes immer noch das stammesgeschichtlich früher ausgebildete Hydroskelett genutzt. Besonders während des Häutungsprozesses sind diese hydraulischen Mechanismen lebenswichtig, um den Körper mit allen Körperanhängen aus der alten Exoskelett-Umhüllung herauszuziehen.
Als voluminöses Hydroskelett kann auch der Gastralraum bzw. das Gastrovaskularsystem der Nesseltiere angesehen werden. Bei den Plattwürmern dagegen wird es durch flüssigkeitsgefüllte Spalträume im Parenchym gebildet, und auch die parenchymatischen Zellen selbst stellen kleine hydraulische Einheiten dar.
Auch die Festigkeit krautiger, nichtverholzter Pflanzen beruht auf einem Hydroskelett. Dieses basiert auf dem Turgor, dem osmotischen Druck wassergefüllter Vakuolen, welche bis zu 95 % des Zellvolumens ausfüllen und gegen die robuste Zellwand aus Zellulose drücken.

## Abgeleitete Theorien
Aufgrund der weiten Verbreitung im Tierreich ist versucht worden, die Evolution der verschiedenen Tierbaupläne anhand der Ausprägung des Hydroskelettes schrittweise nachzuvollziehen (Hydroskelett-Theorie). Die Idee dabei ist, dass die verschiedenen Flüssigkeitspolster bei den Tieren stets in bestimmter Weise mit dem Bewegungsapparat zusammenhängen, also besonders der Muskulatur, aber auch verschiedenen bindegewebigen Strukturen, die zum Beispiel mit den Muskeln assoziiert sein können. Da der Bewegungsapparat in der Evolution nicht sprunghaft und in beliebiger Weise umgebaut werden kann, bieten Hydroskelettsysteme eine Möglichkeit, funktionale Umbauten auch in solchen Gruppen schrittweise nachzuvollziehen, bei denen man aufgrund der rein weichkörprigen Bauweise nur wenig Hoffnungen auf umfangreiche Fossilreihen hat. Dies trifft auf die Mehrzahl der Tierstämme, nämlich auf die meisten Wirbellosen, zu.